# Policiklusos aromás szénhidrogének

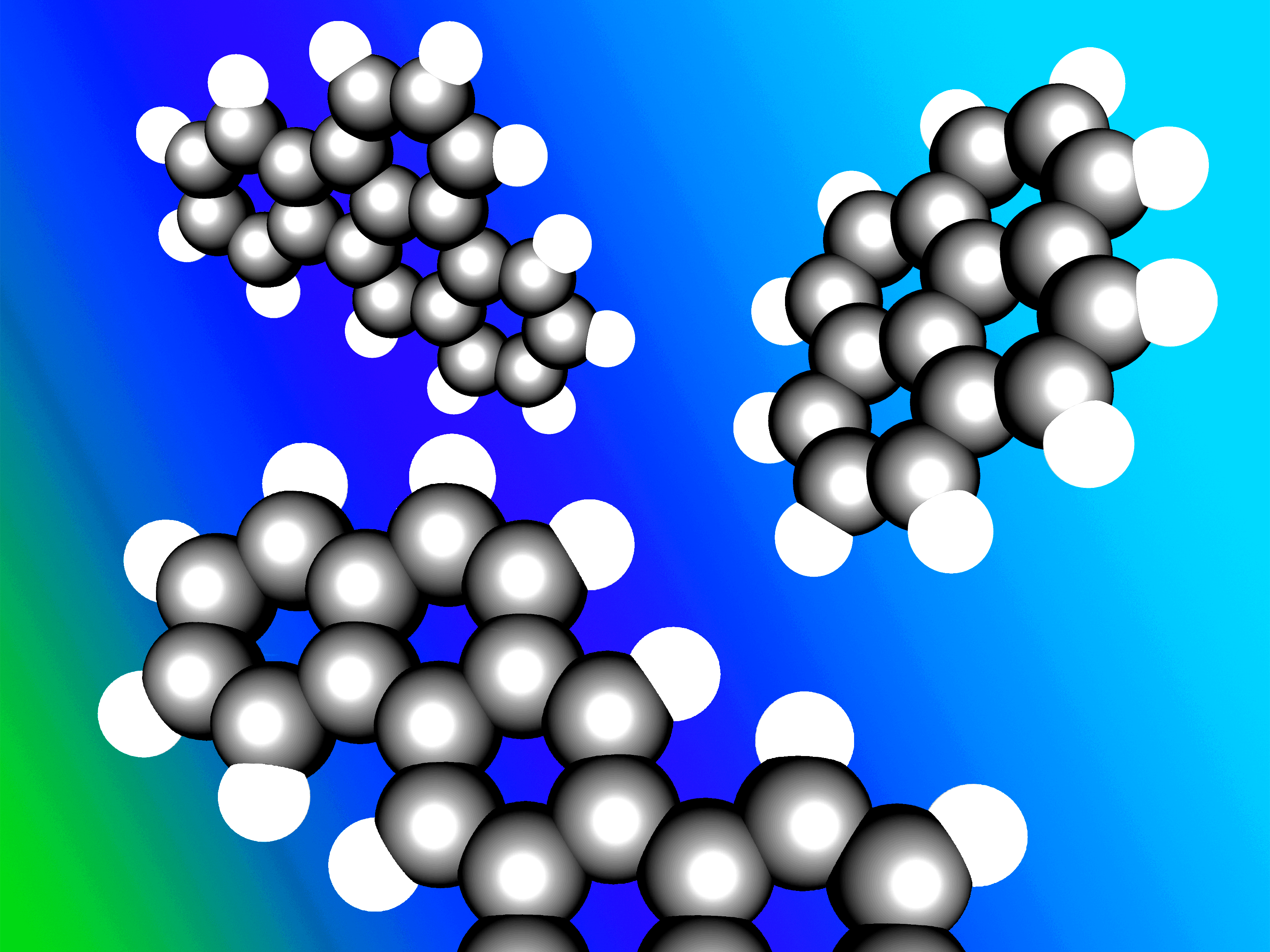
Tipikus policiklikus aromás szénhidrogén illusztrációja. Az óramutató járása szerint bal felülről kezdve: benz[e]acefenantrilén, pirén és dibenz[a,h]antracén

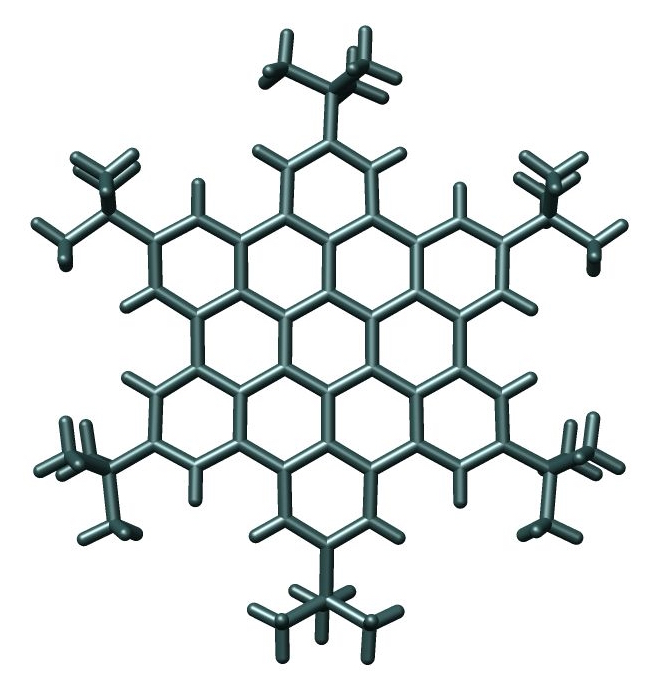
A hexa-peri-hexabenzo[bc,ef,hi,kl,no,qr]koronén egyik hexa-t-butil származékának szerkezete Müllen és munkatársai szerint (Chem. Eur. J., 2000, 1834-1839). A t-butil csoportok révén a vegyület oldódik az általában használt oldószerekben, például hexánban, míg a nem szubsztituált PAH ezekben oldhatatlan.

A policiklusos aromás szénhidrogének (PAH) olyan kémiai vegyületek, amelyek összekapcsolódó (kondenzált) aromás gyűrűkből állnak, és nem tartalmaznak heteroatomot vagy szubsztituenseket. A policiklusos aromás szénhidrogének előfordulnak az olaj, kőszén- és a kátrányüledékekben, valamint az üzemanyagok (mind a fosszilis, mind a biomassza eredetűek) égetése során is melléktermékként keletkeznek. Környezetszennyező anyagok, mivel ezen vegyületek egy része bizonyított karcinogén, mutagén és teratogén hatással rendelkezik.
Megtalálhatók a csillagközi térben, üstökösökben és meteoritokban is. A policiklusos aromás szénhidrogének a legegyszerűbb életformák alapjául szolgáló molekulák lehetséges jelöltjei.

## Előfordulásuk
A policiklusos aromás szénhidrogének lipofilek, ami azt jelenti, hogy könnyebben elegyednek olajjal mint vízzel. A nagyobb molekulájú vegyületek kevésbé vízoldhatóak és kevésbé illékonyak (azaz kevésbé hajlamosak elpárologni). Ezen tulajdonságok miatt a PAH-k elsősorban a talajban, üledékekben és olajos anyagokban fordul elő, nem pedig vízben vagy a levegőben. Mindemellett a levegőben terjedő finomszemcsés anyagoknak is egyik figyelmet érdemlő összetevője.
A természetes kőolaj és kőszén lelőhelyek nagy mennyiségű PAH-t tartalmaznak, melyek a természetes molekulák, például szteroidok aromás szénhidrogénekké történő kémiai átalakulása során keletkeztek. Megtalálhatók a feldolgozott fosszilis tüzelőanyagokban, a kátrányban és különböző étolajokban is.[forrás?]

## Kémiájuk
A legegyszerűbb PAH-k a IUPAC definíciója szerint (G.P Moss, IUPAC nomenclature for fused-ring systems) a fenantrén és az antracén – mindkét vegyület három kondenzált aromás gyűrűből áll. A kisebb molekulák, mint például a benzol, nem tartoznak a PAH-k közé.
A PAH-k tartalmazhatnak négy-, öt-, hat- vagy hétatomos gyűrűket, de az öt vagy hat atomból állók a leggyakoribbak.
A PAH-k jellemző ultraibolya abszorpciós spektrummal rendelkeznek. A spektrumban általában több abszorpciós sáv is található, melyek jellemzőek az adott gyűrűszerkezetre. Egy adott összegképlethez tartozó izomerek között az egyes izomereknek is a többitől eltérő spektruma van, ami különösen jól használható a PAH-k azonosítására. A legtöbb PAH emellett fluoreszkál is, azaz gerjesztés hatására jellemző hullámhosszú sugárzást bocsát ki. Ezek a spektrumok a kiterjedt π-elektron rendszernek köszönhetők, és ez okozza egyes nagy molekulájú PAH-k félvezető és egyéb tulajdonságait is.
A PAH-k vízoldhatósága hozzávetőlegesen egy nagyságrenddel csökken minden egyes további gyűrű hozzáadásával.

## PAH vegyületek
| Vegyület neve |  | Vegyület neve |  |
| ------------- |  | ------------- |  |
| Antracén      |  | Benzo(a)pirén |  |
| Krizén        |  | Koronén       |  |
| Korannulén    |  | Naftacén      |  |
| Naftalin      |  | Pentacén      |  |
| Fenantrén     |  | Pirén         |  |
| Trifenilén    |  | Ovalén        |  |

## Aromás jelleg
Bár a PAH-k egyértelműen aromás vegyületek, az aromaticitás mértéke eltérhet az egyes gyűrűk esetén. A Clar-szabály szerint (melyet Eric Clar fogalmazott meg 1964-ben) a PAH-k esetén a legtöbb, elkülönült п-szextettet – azaz benzolszerű molekularészt – tartalmazó rezonanciaszerkezet a legjelentősebb a tulajdonságok leírása szempontjából.